# روزماري وولف
روزماري ايستل وولف (27 ديسمبر1925- 13 أبريل 1978) كانت باحثة إنجليزية للقرون الوسطى، معروفة خصوصا لعملها على الكلمات الدينية في العصور الوسطى، الكلمات الدينية الإنجليزية في العصور الوسطى
وولف كانت ابنة المدير التنفيذي للفيلم البريطاني تشارلز موسس وولف. روزماري هي أول امرأة في ترتاد الجامعة في عائلتها، وحصلت على شهادة B. litt من كلية سانت هيو، اكسفورد في عام 1949. وأصبحت محاضرة في كلية هول الجامعية سنة 1948. وبعدها أصبحت محاضرة للغة الإنجليزية في كلية سوميرفل، جامعة اكسفورد عام 1961، كمعلمة في الادب الإنجليزي القديم والمتوسط وأيضا تاريخ اللغة الإنجليزية.
تم الاحتفال بذكراها في زمالة روزماري وولف في سمورفيل، والتي أنشئت على ميراث من لوت لابوسكي (1905-1991).